# Ольгинское (Башкортостан)
Ольгинское (баш. Ольгинсжий) — деревня в Иглинском районе Республики Башкортостан Российской Федерации. Входит в состав Кальтовского сельсовета. 

## География

### Географическое положение
Расстояние до:
- районного центра (Иглино): 19 км,
- центра сельсовета (Кальтовка): 8 км,
- ближайшей ж/д станции (Иглино): 19 км.

## Население
| 2002 | 2009 | 2010 |
| ---- | ---- | ---- |
| 48   | ↗52  | ↘46  |

Национальный состав
Согласно переписи 2002 года, преобладающая национальность — русские (86 %).